# Maxomys panglima
Maxomys panglima — вид пацюків (Rattini), ендемік Філіппін: Палаван, Балабак, Бусуанга, Калауїт, Куліон.

## Морфологічна характеристика
Довжина голови й тулуба від 167 до 222 мм, довжина хвоста від 180 до 226 мм, довжина ступні від 39 до 43 мм, довжина вух від 22 до 27 мм, вага до 240 грамів. Волосяний покрив короткий і колючий. Верхні частини мають сталевий колір, а черевні частини білі. Лінія розмежування з боків чітка. Хвіст коротший за голову і тулуб, темний зверху і світліший знизу.

## Середовище проживання
Мешкає в первинних і вторинних низинних і гірських лісах, сільськогосподарських районах і насадженнях до 1550 метрів над рівнем моря.

## Спосіб життя
Це нічний і наземний вид